# Marie Braun
Maria-Johanna Braun (Países Bajos, 22 de junio de 1911-Gouda, 23 de junio de 1982) fue una nadadora neerlandesa especializada en pruebas de estilo espalda, donde consiguió ser campeona olímpica en 1928 en los 100 metros.

## Carrera deportiva
En los Juegos Olímpicos de Ámsterdam 1928 ganó la medalla de oro en los 100 metros estilo espalda, por delante de las nadadoras británicas Ellen King y Joyce Cooper; y también ganó la plata en los 400 metros estilo libre, tras la estadounidense Martha Norelius.